# Philip Gudthaykudthay
Philip Gudthaykudthay est un artiste aborigène australien né en 1935 à Ramingining et mort en octobre 2022.
Au départ gardien de bétail et chasseur de crocodiles, il est formé à l'art aborigène par son oncle et son père dans les années 1960. Grand connaisseur des rites du peuple Yolngu, il réalise un art d'inspiration traditionnelle qui lui vaut d'être exposé en Australie mais aussi à l'étranger. Une rétrospective de son œuvre a été organisée en 1983. Il a reçu un important prix australien, le Fellowship Grant, en 2006.
En 2006, il participe au film 10 canoës, 150 lances et 3 épouses de Rolf de Heer, véritable projet collectif de sa communauté de Ramingining, dans lequel il interprète le sorcier.